# Walibi Belgium
Koordinaten: 50° 41′ 55″ N, 4° 35′ 26″ O

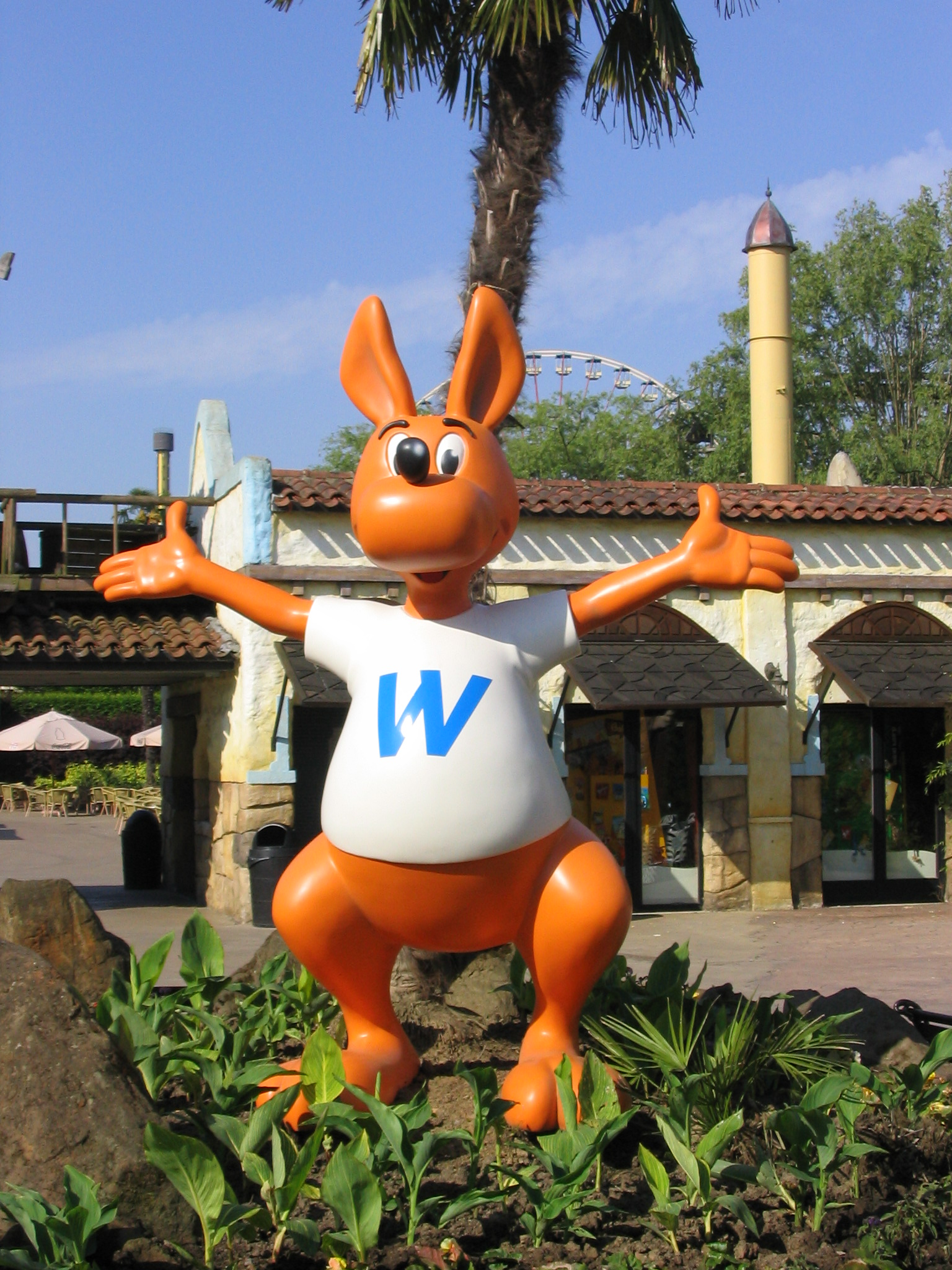
Das Walibi-Maskottchen, ein oranges Känguru

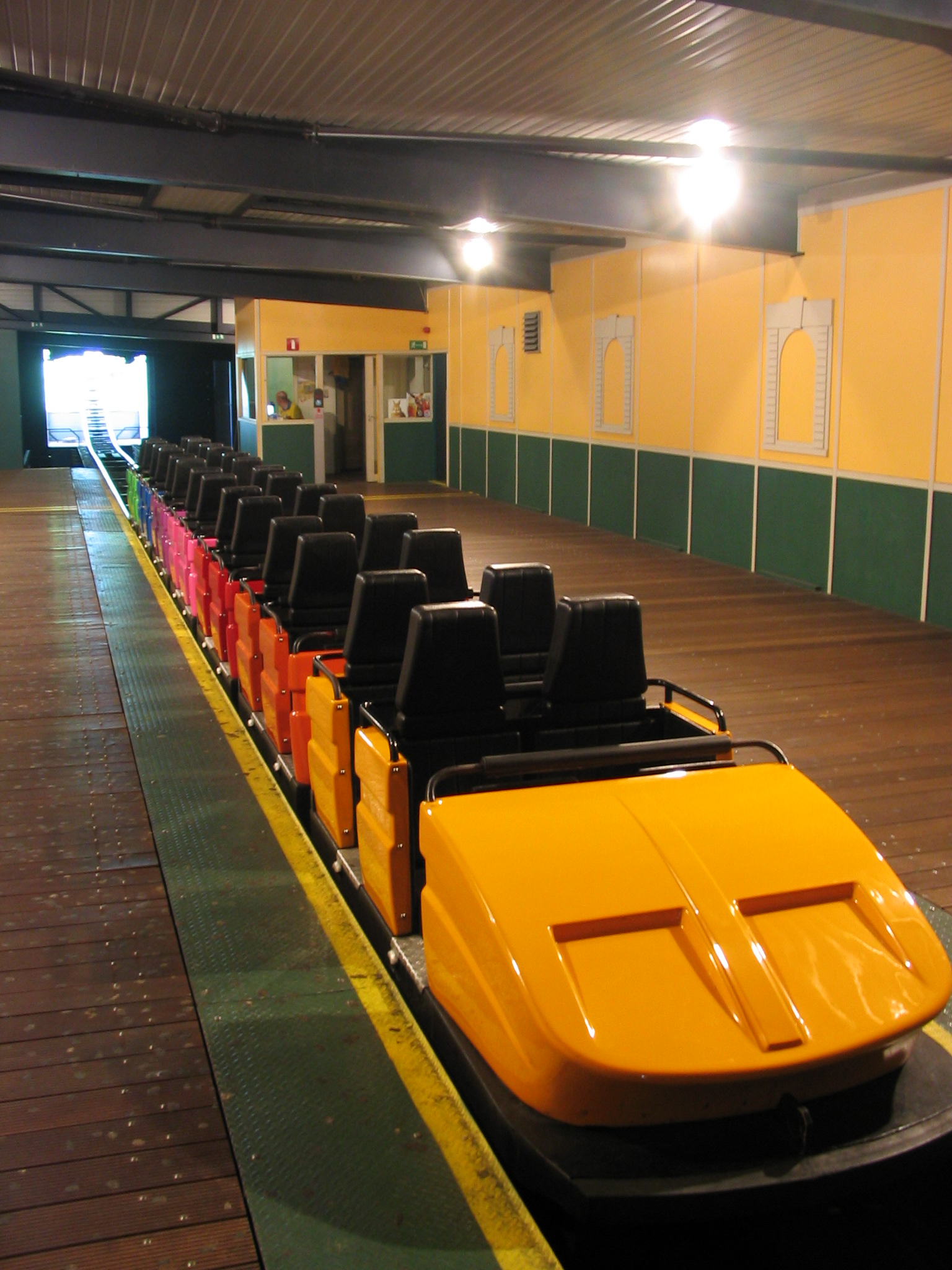
Der Zug von Turbine in der Station

Walibi Belgium ist ein Freizeitpark in Belgien. Er liegt südwestlich von Wavre an der N 238.

## Name und Geschichte
Der Name „Walibi“ leitet sich von den Anfangsbuchstaben der umliegenden Gemeinden Wavre, Limal und Bierges ab. Nach der Übernahme der Walibi-Gruppe durch die US-amerikanische Six-Flags-Gesellschaft wurde der Park zu Six Flags Belgium umbenannt und das orange Walibi-Känguru, das seit Eröffnung des Parks als Maskottchen diente, musste den Warner-Bros.-Figuren um Bugs Bunny weichen. Im Jahre 2004 wurden die europäischen Parks der Six-Flags-Gruppe von der neu gegründeten Star-Parks-Gesellschaft übernommen. Im Rahmen dieser Übernahme wurde der Park wieder Walibi genannt und das orangefarbene Känguru wurde wieder Maskottchen. Im Mai 2006 übernahm die Grévin & Cie 5 Parks der Star Parks Gruppe, darunter 4 mit dem Namen Walibi (Walibi Belgium, Walibi World, Walibi Aquitaine, Walibi Rhône-Alpes sowie Bellewaerde). Darüber hinaus erwarb man auch alle Lizenzen an der Marke Walibi, sodass weitere Parks von Grévin Walibi genannt werden können. Mit dem Jahr 2011 wurden die Parkmaskottchen (neben dem Känguru unter anderem auch dessen „Bruder“ und ein Gepard) modernisiert. Die ehemals kindlichen Figuren erinnern nun eher an Teenager und sollen auch stärker außerhalb des Parks in (Musik-)Videos und Comics auftreten. Damit will die Walibi-Gruppe stärker Familien mit Kindern zwischen 8 und 12 Jahren ansprechen.
Im Jahr 2002 wurde ein virtueller Nachbau des Parks im Computerspiel RollerCoaster Tycoon 2 verwendet.
Die nordwestliche Grenze des Walibi bildet der Fluss Dyle, der auch die Wasserarchitektur des Parks speist. Am 15. Juli 2021 wurde das komplette Gelände beim Hochwasser in West- und Mitteleuropa überflutet und die Infrastruktur schwer beschädigt; das Walibi schloss mehrere Monate.

## Besonderheiten
Bemerkenswert für einen europäischen Freizeitpark ist das auf dem Parkgelände untergebrachte Freizeitbad Aqualibi. Bis 2008 war der Besuch des Bades für Besucher des Freizeitparks für eine Stunde im Preis inbegriffen; seitdem kostet er extra.
Das Aqualibi hat ein Wellenbecken, mehrere Wasser- und Reifenrutschbahnen und andere für diese Art von Schwimmbädern typische Attraktionen. Im Jahr 2010 war das Bad wegen umfangreicher Umbaumaßnahmen geschlossen.
In belgischen Schwimmbädern sind per Erlass der belgischen Regierung nur "klassische" Badeslips zugelassen, keine Boxershorts und ähnliche Schwimmhosen.

## Größere Attraktionen

### Achterbahnen
| Name          | Hersteller                 | Typ                                                 | Eröffnungsjahr | Hinweise | Weblinks |
| ------------- | -------------------------- | --------------------------------------------------- | -------------- | --- | -------- |
| Calamity Mine | Vekoma                     | Minenachterbahn                                     | 1992           | Name war bis 1997 Colorado. Die Bahn war die erste Auslieferung des Modells. Mittlerweile gibt es sieben weitere, baugleiche Anlagen weltweit.                                                       |          |
| Cobra         | Vekoma                     | Shuttle Coaster                                     | 2001           | |          |
| Fun Pilot     | Zierer                     | Familienachterbahn                                  | 2019           | |          |
| Kondaa        | Intamin                    | Mega Coaster                                        | 2021           | Zum Zeitpunkt ihrer Eröffnung war sie die höchste und schnellste Achterbahn in den Benelux-Ländern.                                                                                                  |          |
| Loup Garou    | Vekoma                     | Holzachterbahn                                      | 2001           | Eine von nur drei Holzachterbahnen des Herstellers Vekoma. |          |
| Mecalodon     | Gerstlauer Amusement Rides | Familienachterbahn                                  | 2025           | verfügt über drei Launches |          |
| Pulsar        | Mack Rides                 | Wasserachterbahn, Launched Coaster, Shuttle Coaster | 2016           | Prototyp des Modells PowerSplash des Herstellers. |          |
| Tiki-Waka     | Gerstlauer Amusement Rides | Stahlachterbahn ohne Inversionen                    | 2018           | |          |
| Turbine       | Schwarzkopf GmbH           | Shuttle Coaster, Launched Coaster, Dunkelachterbahn | 1982           | Ursprünglich als Sirocco eröffnet und 1999 in Turbine umbenannt. Zur 2013er Saison wurde der ursprünglich Schwungrad-Antrieb durch Linearmotoren des Herstellers Gerstlauer Amusement Rides ersetzt. |          |
| Vampire       | Vekoma                     | Inverted Coaster                                    | 1999           | |          |

#### Ehemalige Achterbahnen
| Name       | Hersteller  | Typ                              | Eröffnungsjahr | Schließungsjahr | Hinweise                                                                | Weblinks |
| ---------- | ----------- | -------------------------------- | -------------- | --------------- | ----------------------------------------------------------------------- | -------- |
| Coccinelle | Zierer      | Kinderachterbahn                 | 1999           | 2017            | Ist seit 2018 eingelagert.                                              |          |
| Grand 8    | Pinfari     | Zyklon                           | 1975           | 1983            | Befand sich bis 1992 als Le Grand Huit in Walibi Rhône-Alpes.           |          |
| Jumbo Jet  | Schwarzkopf | Stahlachterbahn ohne Inversionen | 1978           | 1991            |                                                                         |          |
| Tornado    | Vekoma      | Stahlachterbahn mit Inversionen  | 1979           | 2002            | Befand sich noch bis Januar 2006 im Park, wurde dann aber verschrottet. |          |
| Vertigo    | Doppelmayr  | Suspended Coaster                | 2007           | 2008            |                                                                         |          |

### Weitere größere Attraktionen
| Name                     | Hersteller            | Typ            |
| ------------------------ | --------------------- | -------------- |
| Buzzsaw                  | Huss Park Attractions | Top Spin       |
| Challenge of Tutankhamon | SΛLLY Corporation     | Dark Ride      |
| Dalton Terror            | Intamin               | Giant-Drop     |
| Flash Back               | Mack Rides            | Wildwasserbahn |
| Palais du Génie          | Vekoma                | Mad House      |
| Radja River              | Intamin               | Rapid River    |
| Gold River Adventure     | Intamin               | Tow Boat Ride  |